# Revista Illustrada

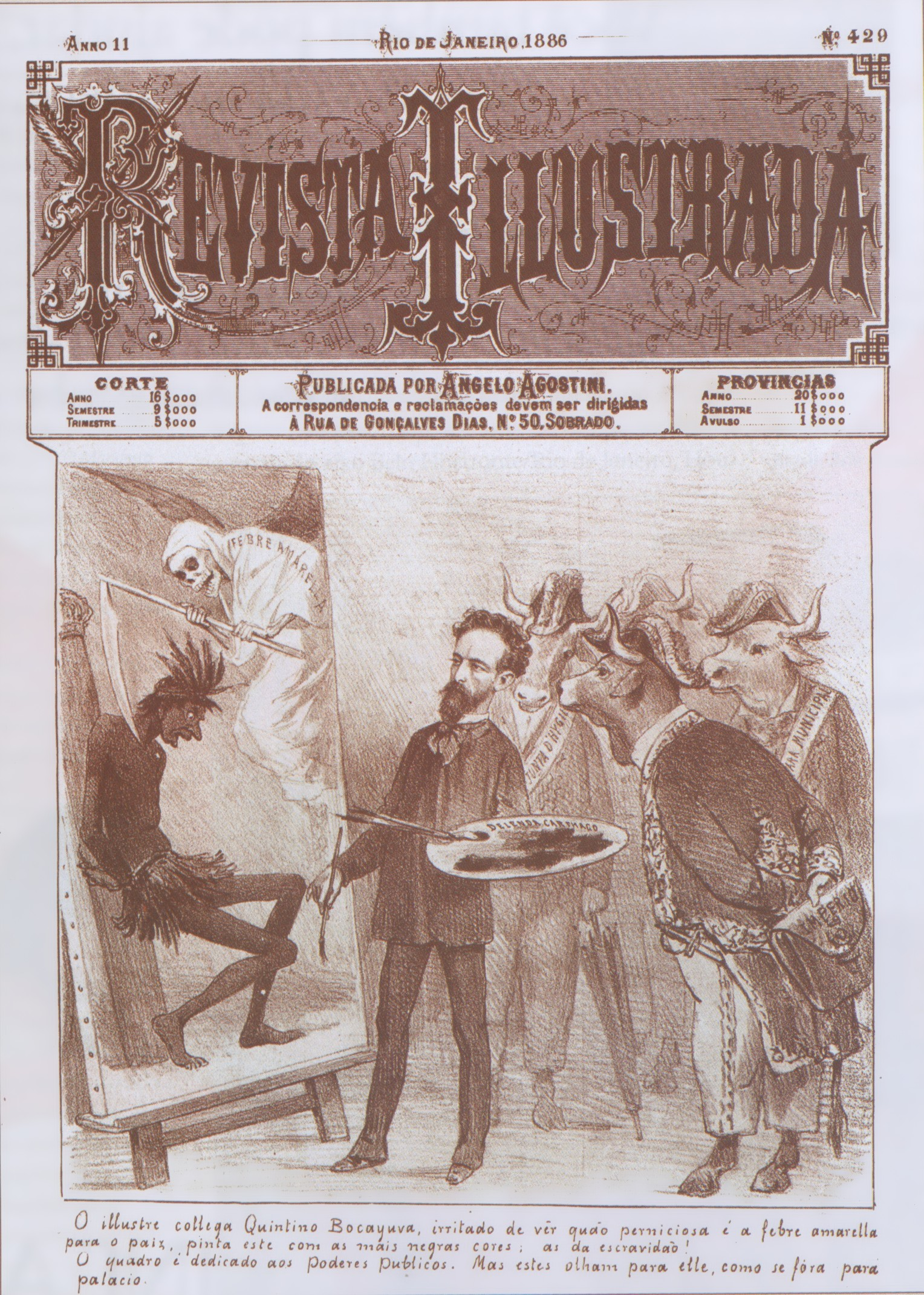
Capa da Illustrada nº 429, de 1886:
A capa registra Quintino Bocaiúva pintando um quadro, alusivo à febre amarela, enquanto os poderes públicos assistem impassíveis à cena, representados como vacas.

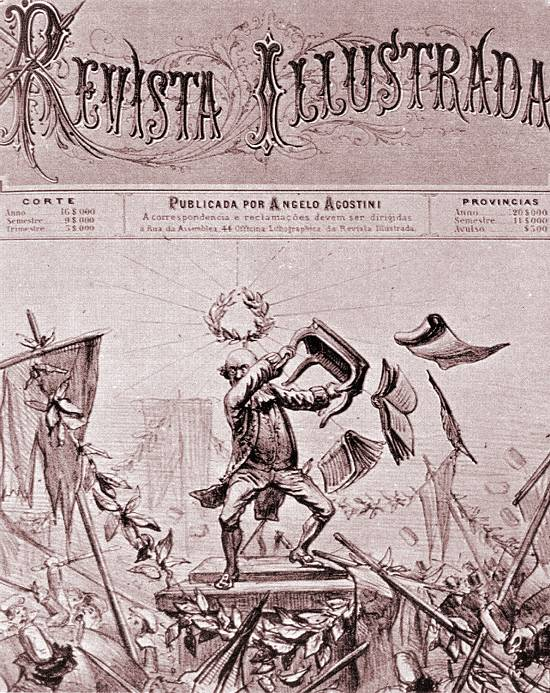
José Bonifácio perdendo as estribeiras... A Illustrada não poupava as figuras proeminentes do Império.

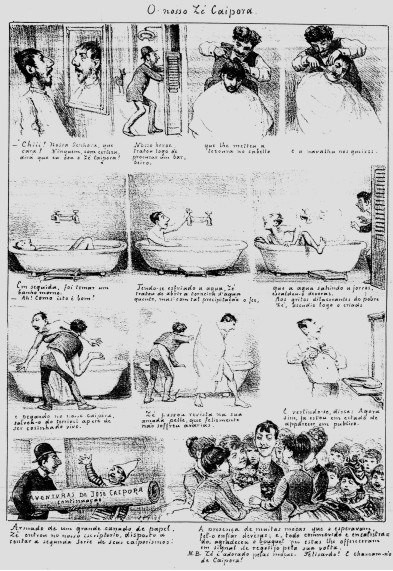
"O nosso Zé Caipora", 1886

A Revista Illustrada foi uma publicação satírica, política, abolicionista e republicana brasileira, fundada no Rio de Janeiro pelo ítalo-brasileiro Angelo Agostini, circulando durante os anos de 1876 a 1898.

## Características
Com oito páginas, a Revista possuía uma tiragem semanal de quatro mil exemplares retratando de modo satírico os fatos ocorridos. Não tinha patrocinadores nem veiculava propagandas ou reclames, tendo sua única subsistência advinda da venda dos exemplares. Isso se passou, entretanto, apenas durante a primeira fase da publicação.
A Revista teve duas fases distintas:
- A primeira, sob a direção de Agostini, que durou até quando da Proclamação da República (1889), quando o artista - assim como o Imperador - deixam o país; este, por conta do golpe militar; aquele, por haver fugido com uma amante.[2][4]
- A segunda, sob a direção do também caricaturista Pereira Neto, funcionou de forma intermitente. O retorno de Agostini, em 1895, fê-lo tornar-se apenas um funcionário. A Revista viria a desaparecer, definitivamente, pouco tempo após.[2]

O pesquisador Marcus Tadeu Daniel Ribeiro, assinala que a primeira fase da revista (de 1876 a 1888, segundo ele) teve seu sucesso devido ao fato de reportar as grandes aspirações do público numa linguagem acessível (para o que contribuíam as ilustrações), e por sua completa independência e liberdade editorial.

## Pioneirismo em HQ
A Revista Illustrada publica, em 1884 aquela que é considerada a primeira história em quadrinhos do Brasil. As Aventuras de Zé Caipora, voltada ao público infantil, trouxe a lume a personagem que viria a ser recorrente na revista.
Zé Caipora ilustrou capas da Revista, como a de número 369 e, quando da edição comemorativa de doze anos da publicação, foi feito um desenho em folha dupla, nas página centrais, espécie de pôster, com a personagem.

## Agostini e a Oposição
Dono de traço inconfundível, Agostini - que já havia participado como ilustrador de outras publicações - iniciou sua própria edição semanal da Revista, tornando-se rapidamente num dos grandes veículos opositores ao regime monárquico e à escravidão.
Em suas páginas o caricaturista atacava de modo contumaz e ácido a figura do Imperador Pedro II, sendo considerado um dos responsáveis pela deterioração da imagem pública do soberano: para se ter ideia da ferocidade dos ataques, numa edição de 1882 a Revista traz uma história em quadrinhos onde o soberano é acusado de acobertar os ladrões das joias da coroa, como se fosse cúmplice destes. Tais ataques exerciam grande influência na opinião pública coetânea.
Seu posicionamento anti-escravocrata era tão lapidar que o principal líder do abolicionismo, Joaquim Nabuco, apelidara-a de Bíblia da Abolição. Quando da Lei Áurea a Revista dedicou um número cuja capa celebrizou-se com a figuração da festa pelo fim da prática hedionda.

## Disputa célebre
Concorria a Illustrada com a revista O Besouro, sob a direção do artista luso Rafael Bordalo Pinheiro (1846-1905). Segundo o pesquisador português José Augusto França as provocações de Agostini na Illustrada teriam levado Bordalo a reagir de modo violento e explosivo. O episódio de provocações passou-se entre novembro e dezembro de 1878, quando Agostini - que atacava a tudo e a todos - provocara o rival, levado pela queda de compradores junto à grande comunidade lusitana do Rio de Janeiro. Quando reage, Bordalo retrata Agostini como um engraxate, mandando-o "à margem". Este reage, dizendo que "Agradecemos a fineza. Sabemos reconhecer que à margem d'O Besouro é o lugar mais limpo dessa folha". Colaboradores de Bordalo deixam o periódico, que fecha, voltando o cartunista para Portugal, em março do ano seguinte.

## A República e o fim
Com o fim da escravidão e o golpe de estado republicano, a realidade no país mudou, o conteúdo crítico original perde sentido, e Agostini já não é mais o porta-voz dos anseios populares, agora às voltas com os descaminhos do novo Regime. A Illustrada foi censurada durante o regime ditatorial de Floriano Peixoto, que coibia a liberdade de expressão, e vivendo a sua segunda fase em dependência e envolvimento com o novo Regime, perdeu sua cumplicidade com o público, desaparecendo definitivamente.